# Wonder Boy in Monster Land
Wonder Boy in Monster Land är ett TV-spel som från början kom som arkadspel 1987. Det är utvecklat av WestOne Bit Entertainment och utgivet av Sega till Sega Master System 1988. Sega Master System-versionen av spelet retrosläpptes till Virtual Console till Wii i Nordamerika 26 januari 2009 till en kostnad av 500 Wii Points.